# San Jacinto kommun, Colombia
San Jacinto är en kommun i Colombia.   Den ligger i departementet Bolívar, i den norra delen av landet, 600 km norr om huvudstaden Bogotá. Antalet invånare är 21 593. Arean är 462 kvadratkilometer.
Terrängen i San Jacinto är huvudsakligen kuperad, men söderut är den platt.